# Gardner (Wisconsin)
Gardner è un comune degli Stati Uniti, situato in Wisconsin, nella Contea di Door.